# استراتفورد (لندن)
استراتفورد (به انگلیسی: Stratford) یکی از ناحیه‌های لندن بزرگ است.
این ناحیه در بخش شرقی لندن دارد و مجموعه المپیک پارک لندن که برای بازی‌های المپیک تابستانی ۲۰۱۲ ساخته شده‌است در آن قرار دارد. همچنین ایستگاه مترو استراتفورد در این ناحیه واقع شده‌است.